# Prohibido fumar
Prohibido fumar es una historieta del dibujante de cómics español Francisco Ibáñez. 

## Trayectoria editorial
Además de sus diversas publicaciones en formato álbum, fue también publicada en formato electrónico a un precio de 3,99 euros.

## Resumen
El ministro de higiene y buenas costumbres ha dictado severas disposiciones contra los fumadores, convirtiendo el tabaquismo en algo casi criminal que se castiga duramente. 
El problema es que un vídeo muestra que el ministro, mientras firma el decreto antitabaco, está fumando un puro y suelta más humo que una central térmica. Mortadelo y Filemón serán los encargados de investigar qué es lo que se esconde tras todas estas prohibiciones. 
Tras indagar con su habitual torpeza, destrozar la casa del súper e investigar, descubren que el ministro pretendía hacer como Al Capone, pero con tabaco: Tenía una plantación de la que pensaba suministrar tabaco a toda España. Sin embargo, Mortadelo y Filemón le descubren y gracias a un invento del Profesor Bacterio logran destruir la plantación.